# The Italian Barber
The Italian Barber é um filme mudo norte-americano de 1911, do gênero drama dirigido por D. W. Griffith, estrelado por Joseph Graybill e com Mary Pickford.

## Elenco
- Joseph Graybill
- Mary Pickford
- Marion Sunshine
- Mack Sennett
- Kate Bruce
- Robert Harron
- John T. Dillon
- W. C. Robinson
- Donald Crisp
- Adolph Lestina
- Vivian Prescott
- Edward Dillon
- Jeanie MacPherson
- Lottie Pickford
- Claire McDowell